# Molinisme
Het molinisme is de leer van de Spaanse jezuïet Luis de Molina (1535–1600) die de werking van de genade meer afhankelijk stelt van de menselijke wil dan de scholastieke leer van Thomas van Aquino dat doet. De molinistische visie op de vrije wil en predestinatie bracht hen in conflict met het Sola Gratia van de jansenisten, afgeleid - net als bij de protestanten - van Augustinus.

## Molinistische visie
Molinisten zien, in navolging van Louis de Molina, Gods kennis in een volgorde van drie logische fasen. De eerste fase is Gods kennis van de noodzakelijke waarheid, of natuurlijke kennis. Deze waarheden zijn onafhankelijk van Gods wil, ze zijn niet toevallig of onzeker. Deze kennis beslaat het hele gebied van logische mogelijkheden. Een voorbeeld is een stelling als: "X kan niet tegelijk A en niet-A zijn op hetzelfde moment en dezelfde plek." De tweede fase van kennis wordt "middenkennis" genoemd en bevat alle mogelijkheden die onder bepaalde omstandigheden kunnen gebeuren. De derde fase is Gods vrije kennis. Deze bestaat uit waarheden en gebeurtenissen die afhankelijk zijn van Gods wil; waarheden die hij teweeg brengt, maar niet teweeg hoeft te brengen. Een voorbeeld kan zijn "God maakte de aarde" of deed iets specifieks met deze wereld. Dit wordt Gods "vrije kennis" genoemd en bevat de toekomst, dat wat gaat gebeuren. 
Tussen Gods natuurlijke en zijn vrije kennis bevindt zich zijn "middenkennis" door middel waarvan hij weet wat zijn vrije schepselen zouden doen onder alle mogelijke omstandigheden. Dit zijn "waarheden" die niet echt hoeven te gebeuren, maar ze gebeuren zonder dat God er de primaire oorzaak van is. In The Internet Encyclopedia of Philosophy geeft John D. Laing een voorbeeld van middenkennis:  "Als John Laing in de gelegenheid zou zijn om een artikel over middenkennis voor de Internet Encyclopedia of Philosophy te schrijven, dan zou hij dat doen". Dit standpunt is voor sommigen moeilijk te vatten, maar is de basis van de Molinistische opvatting. Het geeft eigenlijk aan dat het handelen van John Laing bepaald wordt door zijn drijfveren en capaciteiten.
Molinisten hebben hun mening vanuit de Bijbel ondersteund met de woorden van Christus in Mattheus 11:23:
En jij dan, Kafernaüm, je denkt toch niet dat je tot in de hemel zult worden verheven? In het dodenrijk zul je afdalen! Want als in Sodom de wonderen waren gebeurd die bij jou gebeurd zijn, dan was het tot op de huidige dag blijven bestaan.
De Molinisten stellen dat in dit voorbeeld God weet wat mensen zouden doen onder hypothetische omstandigheden, namelijk dat de Sodomieten positief zouden hebben gereageerd op wonderen, zodat hun stad tot in Jezus' dagen behouden zou zijn gebleven.
Het tweede deel van Mattheus 11:23 bevat een formulering die wel een tegenfeitelijke hypothese wordt genoemd. Het betreft de vrijheid van alternatief handelen van mensen (in het verleden), of een andere uitkomst van gebeurtenissen, als zich een andere situatie had voorgedaan. Dit moet worden onderscheiden van voorbestemming en voorkennis, die doorgaans de toekomst betreffen. De Bijbel bevat veel voorbeelden van voorkennis zoals Deuteronomium 31:16-17, waar God tegen Mozes zegt dat de Israëlieten God zullen verlaten nadat ze zijn bevrijd uit Egypte.
Sommige opponenten van Molinisme stellen dat Gods voorkennis en zijn kennis van tegenfeitelijke hypotheses allebei voorbeelden zijn van datgene wat God van plan is teweeg te brengen. Molinisten antwoordden daarop dat de Bijbel voorbeelden bevat van Gods voorkennis van slechte daden. Bijvoorbeeld, de Israëlieten die God ontrouw werden, of Petrus die Christus verloochende; die zouden dan door God zijn teweeg gebracht. Het zou betekenen dat alle voorzeggingen volledig uit goede dingen moeten bestaan en nooit slechte daden bevatten, maar dat is niet het geval.
Tegenfeitelijke hypothesen zijn in de 20e eeuw onderzocht en gehanteerd door filosofen en psychologen, onder andere Nelson Goodman.

## Kennis van tegenfeitelijke hypotheses
Molinisten geloven dat God zowel beschikt over natuurlijke kennis, vrije kennis en "middenkennis". Tegenfeitelijke hypotheses zijn een belangrijk onderdeel van middenkennis. Zo'n hypothese is een stelling van de vorm "als P het geval is, dan volgt daaruit gebeurtenis Q". Voorbeeld: als Bob in Tahiti was, zou hij zelf vrij kiezen om te gaan zwemmen in plaats van zonnebaden. De Molinisten claimen dat zelfs als Bob daar nooit naartoe gaat, God toch weet of hij daar zou zwemmen of zonnebaden. De Molinisten geloven dat God met behulp van zijn middenkennis en voorkennis, alle mogelijkheden voor een schepping kon overzien en vervolgens een ervan realiseerde. Gods middenkennis van tegenfeitelijke hypotheses speelde een belangrijke rol in dit keuzeproces. 
Voorbeelden van middenkennis die geen hypothesen zijn, want niet op het verleden betrekking hebbend, zijn 1 Samuel 23:8-14 en Prediker 4:11,12; 
Molinisten zeggen dat de logische volgorde van gebeurtenissen bij de schepping als volgt was:
1. Gods natuurlijke kennis van noodzakelijke waarheden.
2. Gods middenkennis, inclusief genoemde hypothesen.
---Schepping van de Aarde---
3. Gods vrije kennis.
Gods middenkennis lijkt een grotere rol te spelen dan zijn voorkennis. William Lane Craig wijst erop dat "zonder middenkennis zou God als het ware kennis van de toekomst hebben zonder logische voorafgaande planning van de toekomst". De plaatsing van zijn middenkennis tussen de noodzakelijke kennis en de scheppingsdaden is cruciaal. Want als zijn middenkennis ná zijn scheppingsdaden kwam, dan zou God actief veroorzaken wat mensen in verschillende omstandigheden doen en daarmee vrijheid van handelen vernietigen. Het plaatsen van middenkennis na noodzakelijke kennis maar vóór de scheppingsdaden gaf hem de mogelijkheid verschillende typen "wereld" te overzien en te besluiten welke de beste was. 
Craig geeft redenen waarom tegenfeitelijke hypothesen waar zijn. Ten eerste, wij lijken vaak zulke hypothesen te kennen, die op onszelf betrekking hebben. Ten tweede, de Bijbel staat vol met zulke hypothesen, zodat een christen de waarheid van ten minste een aantal hypothesen over vrij handelen van schepselen moet erkennen.

## Bijbelteksten betreffende Molinisme
Molinisten hebben vaak betoogd dat hun visie de Bijbelse is, door op passages over Gods middenkennis te wijzen. Molina noemt zelf de volgende drie:
1. Samuel 23:8-14
2. Prediker 4:11-12
3. Mattheus 11:23

Andere passages die Molinisten gebruiken zijn:
1. Ezechiël 3:6, 7
2. Jeremia 38:17, 18
3. Deuteronomium 28:51-57
4. Mattheus 23:27-32
5. Mattheus 12:7
6. Mattheus 24:43
7. Lucas 16:30-31
8. Lucas 22:67-68

William Lane Craig heeft uitvoerig betoogd dat veel uitspraken van Jezus op middenkennis (lijken te) wijzen. Craig citeert de volgende passages: Mattheus 17:27, Johannes 21:6, Johannes 15:22-24, Johannes 18:36, Lucas 4:24-44 en Mattheus 26:24.
Thomas Flint stelt dat het dubbele fundament van Molinisme bestaat uit Gods voorzienigheid en de vrijheid van mensen. Molinisme tracht teksten over Gods voorzienigheid (zoals Handelingen 4:28 of Efeziërs 1:11) te harmoniëren met teksten over keuzen van de mens (zoals Deuteronomium 30:19 of Lukas 13:34).